# Гуарене
Гуарене, Ґуарене (італ. Guarene, п'єм. Guaren-e) — муніципалітет в Італії, у регіоні П'ємонт,  провінція Кунео.
Гуарене розташоване на відстані близько 480 км на північний захід від Рима, 50 км на південний схід від Турина, 55 км на північний схід від Кунео.
Населення — 3529 осіб (2014).

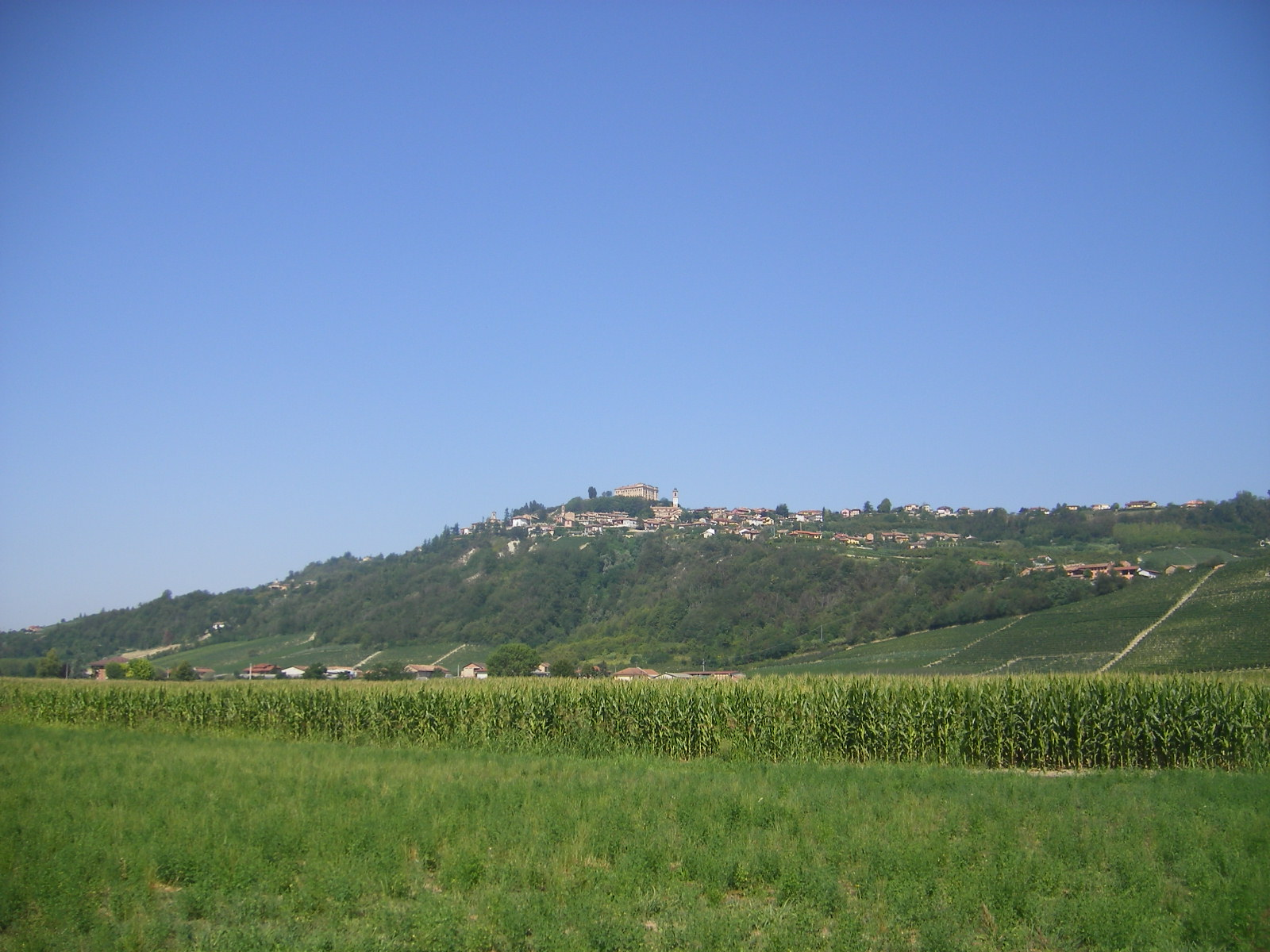

Щорічний фестиваль відбувається 25 липня. Покровитель — San Giacomo.

## Демографія
Населення за роками:

Станом на 1 січня 2023 року в муніципалітеті офіційно проживало 285 іноземців з 34 країн, серед них 99 громадян країн Євросоюзу та 7 громадян України.

## Сусідні муніципалітети
- Альба
- Барбареско
- Кастаньто
- Корнеліано-д'Альба
- Пйобезі-д'Альба
- Вецца-д'Альба